# Oberlandesgericht Oldenburg

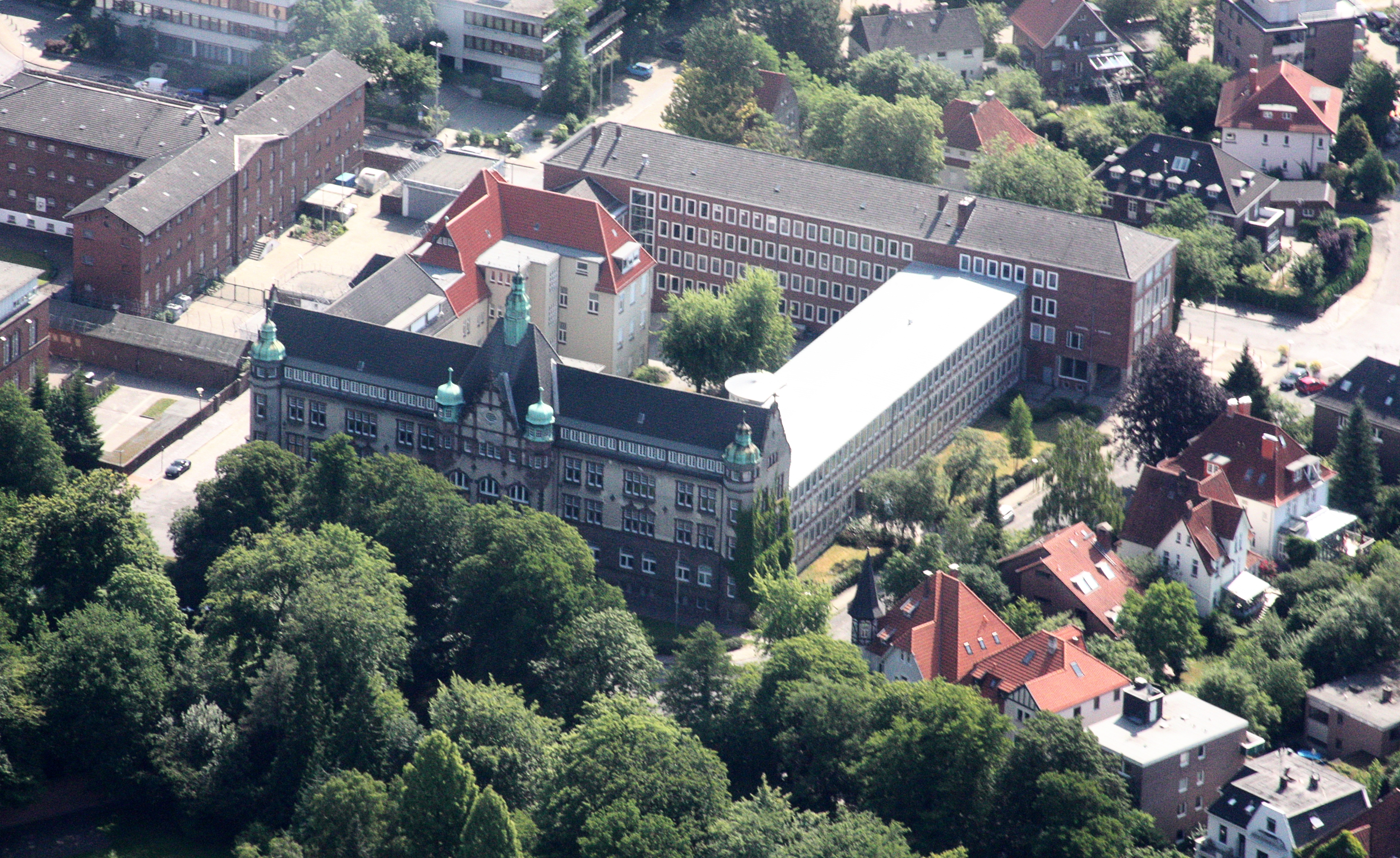
Luftbild des OLG Oldenburg (im Neubautrakt hinten), 2010

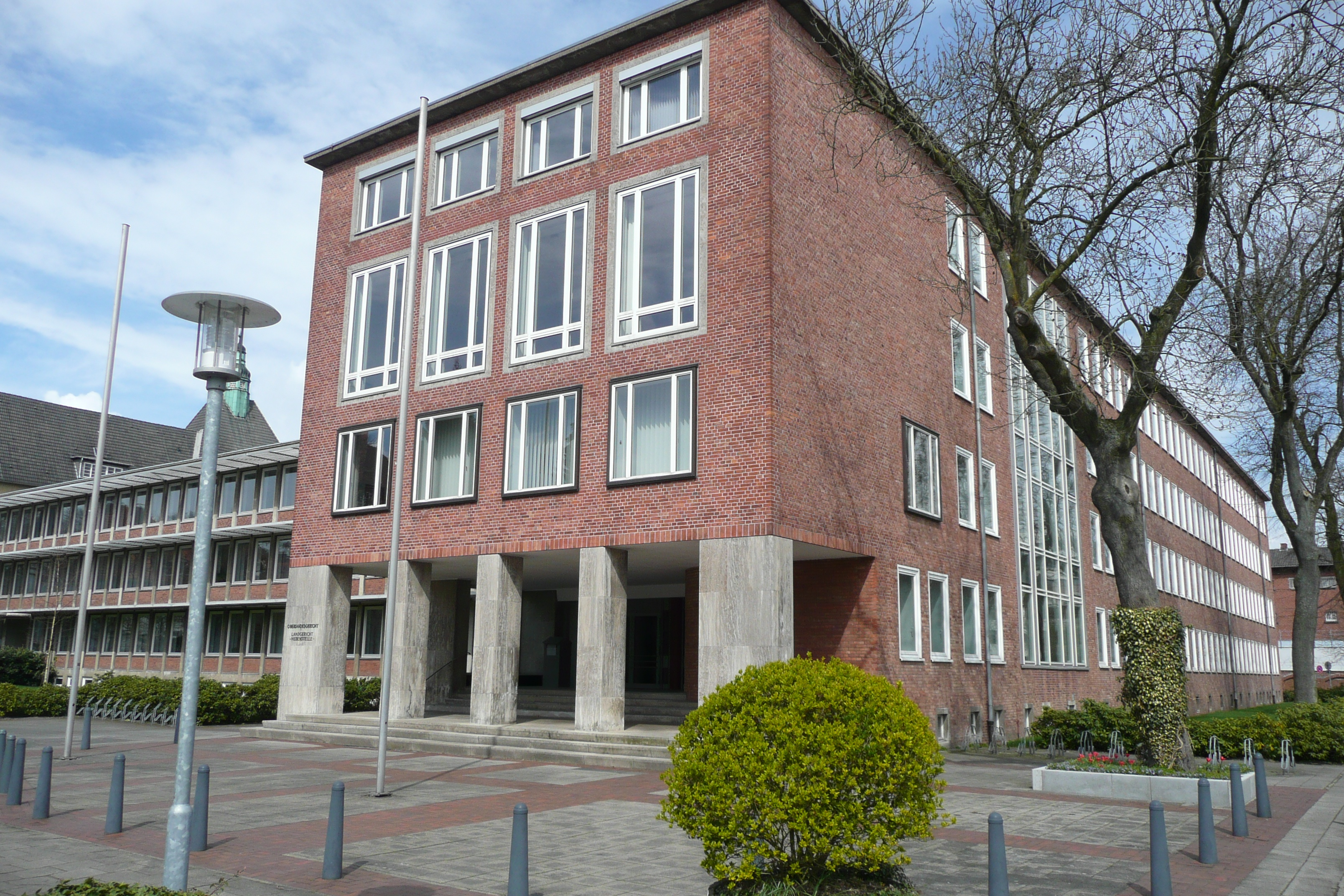
OLG Oldenburg (2008)

Das Oberlandesgericht Oldenburg (kurz OLG Oldenburg) ist neben dem Oberlandesgericht Braunschweig und dem Oberlandesgericht Celle eines von drei Oberlandesgerichten im Bundesland Niedersachsen. Präsidentin ist seit 2016 Anke van Hove. Mit ihrer Ernennung steht erstmals in der zweihundertjährigen Geschichte des Gerichts eine Frau an der Spitze.

## Gerichtssitz und -bezirk
Der Sitz des Oberlandesgerichts ist Oldenburg. Der Gerichtsbezirk umfasst die Landgerichtsbezirke Aurich, Oldenburg und Osnabrück. Historisch entspricht er den Grenzen des ehemaligen Großherzogtums Oldenburg abzüglich der Exklaven Fürstentum Lübeck und Fürstentum Birkenfeld, zuzüglich der ehemals preußischen Landgerichtsbezirke Aurich und Osnabrück (ehemaliger Regierungsbezirk Weser-Ems). Im Bezirk des Oberlandesgerichts sind 2606 Rechtsanwälte und Syndikusrechtsanwälte zugelassen (Stand: 1. Januar 2023).

## Gerichtsgebäude
Das OLG Oldenburg ist in einem Zweckbau aus den 1960er Jahren am Richard-Wagner-Platz 1 in Oldenburg untergebracht.

## Geschichte
Das Oberlandesgericht Oldenburg geht auf das im Jahre 1814 eingerichtete Oberappellationsgericht des Großherzogtums Oldenburg zurück. Die Umwandlung des Oberappellationsgerichtes in das Oberlandesgericht erfolgte durch die Reichsjustizgesetze im Jahre 1877. Nach dem Ersten Weltkrieg bildete das Oberlandesgericht das oberste Gericht des Freistaats Oldenburg. Im Jahre 1944 wurde der Bezirk des Oberlandesgerichts als Kriegsnotmaßnahme um die zuvor zum Bezirk des OLG Celle gehörenden Landgerichtsbezirke Aurich und Osnabrück erweitert.

### NS-Zeit
Am OLG Oldenburg wurden in der Zeit des Nationalsozialismus von 1933 bis 1945 tausende Todesurteile gefällt und hohe Freiheitsstrafen verhängt. Unter den Betroffenen befanden sich Kommunisten, Gewerkschaftler, Sozialdemokraten, Behinderte, Kranke, Juden und Homosexuelle. Einer der Haupttäter war Werner Hülle (Richter), ein deutscher Militärjurist in der Zeit des Nationalsozialismus. Hülle war seit 1942 Referatsleiter der Wehrmachtsabteilung im Reichswehrministerium. Auch NS-Sondergerichte wurden nach dem Reichstagsbrand im März 1933 eingerichtet, eines in jedem Oberlandesgerichtsbezirk. Auf dem Gebiet des heutigen Niedersachsen befanden sich die OLG-Bezirke Celle, Oldenburg (Oldb) und Braunschweig, deren räumliche Zuständigkeit so gut wie identisch war mit den Grenzen der preußischen Provinz Hannover und der beiden Länder Braunschweig und Oldenburg. Das Sondergericht in Oldenburg wurde bereits vor dem 30. März 1933 eingerichtet. Es verhängte drakonische Strafen, inklusive der Todesstrafe, u. a. gegen Zwangsarbeiter. Aber auch geringfügige Vergehen wurden gnadenlos geahndet. So fällt das Sondergericht im September 1943 ein Todesurteil gegen einen Büroboten, der zwei Stück Seife und eine Dose Schuhcreme an sich genommen hatte. Als sogenannter „Volksschädling“ wurde er zum Tode verurteilt. Seit 1921 gab es eine Generalstaatsanwaltschaft am OLG Oldenburg, welche die NS-Justiz vorantrieb. 1943 brannte das Gebäude der Generalstaatsanwaltschaft im ansonsten kaum vom Krieg berührten Oldenburg nach einem Bombenangriff aus, wodurch der Aktenbestand weitgehend vernichtet wurde.

### Nachkriegszeit
Hülle wurde 1946 Amtsgerichtsrat in Oldenburg, dort am Oberlandesgericht 1949 Senatspräsident und bereits 1950 Richter am Bundesgerichtshof. Im Jahr 1955 wurde er zum Präsidenten des Oberlandesgerichts Oldenburg ernannt. Bis zu seinem Tod 1992 musste sich Hülle nicht vor Gericht verantworten. In einer Wanderausstellung, die bis zum 6. Juli 2001 im Landgericht Oldenburg zu sehen war, beleuchtete die niedersächsische Justiz erstmals kritisch die eigene Vergangenheit. Der oldenburgische Generalstaatsanwalt Friedrich Meyer-Abich trieb nach Kriegsende die Aufklärung von NS-Verbrechen voran. Bereits im September 1945 wies er, früher als seine Kollegen, seine Staatsanwaltschaften an, Ermittlungen wegen der Synagogenbrandstiftungen zu beginnen und erreichte so, dass im Oberlandesgerichtsbezirk Oldenburg im Herbst 1946 erste Täter vor Gericht gestellt werden konnten, die abgeurteilt wurden.

## Über- und nachgeordnete Gerichte
Dem OLG Oldenburg ist allein der Bundesgerichtshof in Karlsruhe übergeordnet. Nachgeordnet sind die Landgerichte in Aurich, Oldenburg und Osnabrück mit den jeweils diesen Gerichten nachgeordneten Amtsgerichten.

## Organisation
An der Spitze des Oberlandesgerichts steht dessen Präsident. Amtierende Präsidentin ist seit April 2016 Anke van Hove. Mit ihrer Ernennung steht erstmals in der zweihundertjährigen Geschichte des Gerichts eine Frau an der Spitze. Das Gericht verfügt derzeit über 15 Zivilsenate, zwei Strafsenate und einen Bußgeldsenat. Bei den Zivilsenaten bestehen teilweise, etwa zum Baurecht sachliche Sonderzuständigkeiten. Soweit keine derartigen Sonderzuständigkeiten bestehen, werden die Rechtsstreitigkeiten nach Eingang den Senaten zugewiesen. Eine Ausnahme hiervon besteht insofern, als bei Sachzusammenhang mit einer Angelegenheit derjenige Senat zuständig ist, bei dem die erste Sache einging.

## Leitung
- 1879–1892: Eugen von Beaulieu-Marconnay
- 1892–1898: Hermann Heinrich Becker
- 1898–1904: Bernhard Schomann
- 1904–1908: Eugen Bothe
- 1908–1924: Eduard Niebour
- ab 1924: Ernst Tenge
- 1931–1939: Eduard Högl
- 1939–1945: Kurt Reuthe
- 1945–1955: Ekhard Koch
- 1955–1968: Werner Hülle
- 1968–1974: Horst Uffhausen
- 1974–1992: Eberhard Stalljohann
- 1992–2004: Hartwin Kramer
- 2004–2015: Gerhard Kircher
- seit 2016: Anke van Hove